# 1981 في مصر
فيما يلي قوائم الأحداث التي وقعت خلال عام 1981 في مصر.

## أحداث
- 13 أكتوبر – الاستفتاء الرئاسي المصري 1981
- 6 أكتوبر – اغتيال السادات

## سياسة

### تعيين في المنصب
- 7 أكتوبر – حسني مبارك رئيس الوزراء المصري،رئيس مصر.

### انتهاء فترة المنصب
- 6 أكتوبر – محمد أنور السادات رئيس الوزراء المصري، رئيس مصر.
- 14 أكتوبر – حسني مبارك نائب رئيس الجمهورية.

## أفلام
من الأفلام التي صدرت هذه السنة في مصر:
- 1 يناير – 4-2-4 من إخراج إيناس الدغيدي.
- 1 يناير – أمهات في المنفى من إخراج محمد راضي.
- 1 يناير – أنا لا أكذب ولكني أتجمل من إخراج إبراهيم الشقنقيري.
- 1 يناير – أهل القمة
- 1 يناير – الشيطان يعظ من إخراج أشرف فهمي.
- 1 يناير – القادسية من إخراج صلاح أبو سيف.
- 1 يناير – المشبوه من إخراج سمير سيف.
- 1 يناير – انتخبوا الدكتور سليمان عبد الباسط من إخراج محمد عبد العزيز.
- 1 يناير – عيون لا تنام من إخراج رأفت الميهي.
- 1 يناير – لحظة ضعف
- 1 يناير – موعد على العشاء من إخراج محمد خان.
- 24 أغسطس – وادي الذكريات من إخراج هنري بركات.

## مواليد

### يناير
- 18 يناير – محمد نور ممثل مصري.
- 19 يناير – محمد عبد الواحد لاعب كرة قدم مصري.

### فبراير
- 5 فبراير – أحمد سلامة لاعب كرة قدم مصري.
- 25 فبراير – آسر ياسين ممثل مصري.

### مارس
- 10 مارس – أحمد سمير لاعب كرة قدم مصري من مواليد 1981.

### أبريل
- 3 أبريل – مصطفى جعفر لاعب كرة قدم مصري.
- 21 أبريل – شيماء حشاد لاعبة رماية مصرية.

### مايو
- 19 مايو – حسين فهمي لاعب كرة قدم مصري.
- 23 مايو – محمد عبد الله لاعب كرة قدم مصري.

### يونيو
- 17 يونيو – حمادة طلبة لاعب كرة قدم مصري.

### أغسطس
- 4 أغسطس – محمد محسن أبو جريشة لاعب كرة قدم مصري.
- 14 أغسطس – محمد محمود عبد العزيز منتج أفلام مصري.
- 30 أغسطس – محمد صبحي لاعب كرة قدم مصري.

### سبتمبر
- 19 سبتمبر – صلاح أمين لاعب كرة قدم مصري.
- 30 سبتمبر – إيمان الجمال مبارزة بالسيف مصرية.

### أكتوبر
- 15 أكتوبر – محمد شوقي لاعب كرة قدم مصري.
- 29 أكتوبر – أحمد كمال لاعب كرة قدم مصري.

### نوفمبر
- 15 نوفمبر – سامي الشيخ ممثل أمريكي.
- 18 نوفمبر – علاء عبد الفتاح
- 25 نوفمبر – وائل زنجا لاعب كرة قدم مصري.
- 27 نوفمبر – رنا التونسي

### ديسمبر
- 1 ديسمبر – أحمد عبد الغني لاعب كرة قدم مصري.
- 5 ديسمبر – جمال حمزة لاعب كرة قدم مصري.
- 11 ديسمبر – محمد زيدان لاعب كرة قدم مصري.
- 15 ديسمبر – حسام غالي لاعب كرة قدم مصري.
- 26 ديسمبر – محمد خيري لاعب سنوكر مصري.
- 31 ديسمبر – أحمد نادي

## وفيات

### يناير
- 1 يناير – إبراهيم عبد الهادي (مواليد 1896)

### مارس
- 2 مارس – أحمد بدوي (مواليد 1927)

### أبريل
- 7 أبريل – ناهد شريف (مواليد 1942) ممثلة مصرية.
- 9 أبريل – يحيى الطاهر عبد الله (مواليد 1938) كاتب مصري.

### مايو
- 29 مايو – عمر خورشيد (مواليد 1945) ممثل مصري.

### يونيو
- 5 يونيو – أحمد رامي (مواليد 1892) شاعر مصري.
- 12 يونيو – محمود فوزي (مواليد 1900)

### أغسطس
- 14 أغسطس – صلاح عبد الصبور (مواليد 1931)

### سبتمبر
- 10 سبتمبر – رياض السنباطي (مواليد 1906) ملحن وموسيقار مصري.

### أكتوبر
- 6 أكتوبر – محمد أنور السادات (مواليد 1918) ثالث رئيس لجمهورية مصر العربية..
- 17 أكتوبر – منير مراد (مواليد 1922)